# 3990 Heimdal
3990 Heimdal (1987 SO3) là một tiểu hành tinh nằm phía ngoài của vành đai chính được phát hiện ngày 25 tháng 9 năm 1987 bởi Jensen, P. ở Brorfelde.